# いちほまれ
いちほまれは、日本のイネの品種名および銘柄名である。福井県のポストコシヒカリ品種（越南291号）で、「日本一おいしい誉れ高きお米」より命名。「絹のような白さとツヤ」「口に広がるやさしい甘さ」「粒感と粘りの最高の調和」が特徴とされる。

## 概要
高温耐性 を持つ遺伝子の有無を判別するDNAマーカー選抜技術で、約3万2千個ある稲の遺伝子の中から暑さに強い遺伝子の場所を特定することに成功。この技術を活用して、2011年に20万種から12,000種に選抜。2012年、2,000種に選抜。2013年、100種に選抜。2014年、10種に選抜。2015年、4種に選抜。2016年、1種に選抜。
以上が、福井県等の広報における選抜過程の記述である。しかし福井県農業試験場の品種開発者によって書かれた論文の内容と異なり、根拠は不明。少なくとも越南291号に対して高温登熟耐性QTLによるDNAマーカー選抜が行われたのは2012年以降になる。
育種論文によれば、育成過程は以下の通りである。
2007年、「富山67号（てんこもり）」を母、「イクヒカリ」を父として人工交配。その後、2010年に交雑後代F5世代の集団に対し個体選抜を行った。2011年には選抜した個体由来の48の単独系統から、いもち病耐病性、立毛、玄米品質等によって1系統を選抜し、「Fn131」の予備系統番号を付した。これが後の「いちほまれ」である。
2012年より生産力検定、系統適応性検定試験および特性検定試験を継続して行い、またDNAマーカーによる高温登熟耐性 QTLの選抜を行った。
2016年に「越南291号」の地方系統名が付与され、2017年4月19日に「いちほまれ」として品種登録出願した。

以下は、命名の経緯及びその後の経過である。
2016年にブランド戦略会議を発足。12月2日、「越南291号」が『ポストこしひかり』と決定した。品種名の一般公募を開始し、2017年2月7日に応募を締切った。応募総数107,652件であった。2017年4月18日、ふくいブランド米推進協議会で栽培技術研修会を開催。2017年4月19日、名称が『いちほまれ』に決定し、品種登録出願した。2017年4月29日、県農業試験場（福井市寮町）で試食会を開催。2017年5月15日、いちほまれ田植式を開催。2017年8月23日、ロゴとパッケージを発表。2018年（平成30年）2月28日、日本穀物検定協会の食味ランキング発表（特Ａ）。2018年度より本格生産を始める。
- 出典[21][22]。

| 年     | 収量       | 認定経営体 | 作付面積 | 特別栽培米 |
| ------ | ---------- | ---------- | -------- | ---------- |
| 2017年 | 600 トン   | 131        | 120ha    | 20ha       |
| 2018年 | 3,000 トン | 380        |          |            |

| いちほまれ （越南291号） |
| ------------------------ |
| 0.7                      |

| いちほまれ （越南291号） | つや姫  | 新之助 (米) | 魚沼コシヒカリ | ゆめぴりか |
| ------------------------ | ------- | ----------- | -------------- | ---------- |
| 6.4以下                  | 6.4以下 | 6.3以下     | 6.0以下        | 6.8以下    |

| 品種名                   | 出穂期 | 成熟期  | 稈長(cm) | 倒伏 | 収量(kg/a) | 収量比 | 千粒重(g) |
| ------------------------ | ------ | ------- | -------- | ---- | ---------- | ------ | --------- |
| いちほまれ （越南291号） | 8月6日 | 9月14日 | 76       | 強   | 61.6       | 103    | 23.4      |
| コシヒカリ               | 8月1日 | 9月6日  | 89       | 弱   | 59.7       | 100    | 23.2      |

## 文献
- 良食味水稲新品種「いちほまれ」の育成[10]

## イメージキャラクター
- 五木ひろし（2018年 - 2019年）[27][28]
  - なお、「福井米」ではデヴィ・スカルノを起用し[29]、五木と並行してメディア展開を実施した[30]。
- 本田望結・本田紗来（2020年 - ）[28]
- 大島優子（2023年 - ）[31]